# Battlefield 3
Battlefield 3 (även känt som BF3) är ett datorspel utvecklat av den svenska spelstudion DICE och publiceras av Electronic Arts. Det är det elfte spelet i Battlefield-serien, och en uppföljare till Battlefield 2 från 2005. Spelet tillkännagavs den 3 februari 2011, och gavs ut till Microsoft Windows, Playstation 3 och Xbox 360 den 27 oktober 2011. 
Spelet består huvudsakligen av ett singleplayerläge, ett samarbetsläge för två spelare, och ett multiplayerläge för 2-64 spelare på dator och 2-24 på konsol. Spelet utspelar sig under 2014 på ett antal platser runtom i världen, främst i Mellanöstern, Paris och New York. Spelet bygger på en ny version av den kraftfulla spelmotorn Frostbite, Frostbite 2.0. Den har stöd för DirectX 10 & 11, men inte för DirectX 9 eller Windows XP.
Spelet är DICE:s största projekt någonsin, och Electronic Arts lade 1,2 miljarder kronor bara på marknadsföring av spelet. Spelet fick ett mycket gott mottagande från många spelkritiker, och såldes i 5 miljoner exemplar under dess första vecka på marknaden, vilket gör det till EA:s snabbast säljande spel. Spelet har dessutom fått ett flertal utmärkelser, bland annat för "Bästa Actionspel" och "Bästa Onlinespel".
Uppföljaren till spelet, Battlefield 4, kom ut i oktober 2013.

## Spelupplägg
Battlefield 3 låter spelarna delta i strider antingen ensamma i en Singleplayer-kampanj eller tillsammans med andra spelare över internet i ett Multiplayer-spelläge. Spelet innehåller även ett samarbetsläge för två spelare. Spelaren kan välja att strida till fots med en rad uppsättning vapen och utrustning eller att få köra både mark-, vatten- och luftbaserade fordon. Eftersom spelet bygger på Frostbite-motorn kan spelaren förstöra sin omgivning såsom byggnader, träd, murar m.m. Spelet återinför vissa funktioner från gamla Battlefield-spel som togs bort i och med Battlefield: Bad Company år 2008. Det finns funktioner såsom användning av stridsflygplan, skjuta i en liggande position (prone) och PC-versionen kan stödja upp till 64 spelare samtidigt i en multiplayermatch. Dock i konsolversionerna kan de stödja upp till 24 spelare samtidigt.
Vapenmekaniken har ändrats för att kunna utnyttja den nya Frostbite-motorn. Det finns vissa vapen som kan fästas med en Bipod som kan användas, när man är i liggande position eller nära staket, för att kunna ge bättre eldstöd. Man har infört så kallat "Suppresive Fire" (Eldunderstöd), vilket gör att skotten från vapen kan sudda ut en spelares syn, samt minskar både precisionen och hälsoregenerationen, även om man inte lyckas träffa fienden. Detta fungerar som en lämplig taktik för att minska fiendens stridsduglighet. Man har också infört så kallade "Quick Time Events", som dyker upp i samarbetsläget och, i synnerhet, i kampanjläget. 
Battlefield 3 inför också Battlelog, som är ett nytt webbaserat social nätverkstjänst för PC-versionen av Battlefield 3, skapad av EA och DICE. I Battlelog kan användarna hantera sina vänners spellistor, skapa grupper och plutoner, använda röstchatt och följa sina vänners framsteg i multiplayer i realtid och delta i olika forum. Förutom dess sociala funktioner fungerar Battlelog som spelets startsida och serverwebbläsare där man kan delta i olika multiplayermatcher.

### Multiplayer

#### Samarbetsläget
Samarbetsläget har stöd för två spelare online (som dock inte stödjer split screen) och har sex uppdrag. Uppdragen kretsar kring små operationer med marinsoldater från en grupp vid namn Snake 6-6. Spelarna måste båda samarbeta för att kunna slutföra uppdragen, där man deltar i både mark och luftstrider. Man får poäng när man dödar fiender och slutför uppdragen, som kan användas för att låsa upp nya vapen i multiplayer.

#### Tävlingsläget
| Namn i Battlefield 3 | Namn i verkligheten                                |
| Pistols              | Pistoler                                           |
| -------------------- | -------------------------------------------------- |
| M9                   | Beretta M92                                        |
| MP443                | MP-443 Grach                                       |
| 93R                  | Beretta M93R                                       |
| M1911                | Colt M1911                                         |
| G17C                 | Glock 17C                                          |
| G18                  | Glock 18                                           |
| MP412 REX            | MP412 REX                                          |
| .44 Magnum           | .44 Magnum                                         |
| Shotguns             | Hagelgevär                                         |
| 870MCS               | Remington 870                                      |
| Saiga                | Saiga 12K                                          |
| USAS 12              | Daewoo USAS-12                                     |
| DAO 12               | Armsel Striker                                     |
| M1014                | M4 Super 90                                        |
| MK3A1 Jackhammer     | Pancor Jackhammer                                  |
| SPAS-12              | SPAS-12                                            |
| SMGs                 | Kulsprutepistoler                                  |
| UMP-45               | UMP                                                |
| P90                  | FN P90                                             |
| MP5K                 | MP5K                                               |
| MP7                  | MP7                                                |
| PP-2000              | PP-2000                                            |
| PP-19                | PP-19 Bizon                                        |
| PDW                  | Magpul PDR                                         |
| Carbines             | Karbiner                                           |
| AKS 74U              | AKS-74U                                            |
| HK53A3               | HK53                                               |
| M4A1                 | M4                                                 |
| SCAR-H               | FN SCAR-H                                          |
| ACW-R                | ACW-R                                              |
| G36C                 | G36                                                |
| MTAR-21              | MTAR-21                                            |
| SG553                | SG553                                              |
| QBZ-95B              | QBZ-95                                             |
| A-91                 | A-91                                               |
| Assault Rifles       | Automatkarbiner                                    |
| M16A4                | M16                                                |
| M416                 | HK416                                              |
| FN2000               | FN F2000                                           |
| AUG A3               | AUG A3                                             |
| AEK-971              | AK-103                                             |
| AK-74M               | AK-74                                              |
| FAMAS G2             | FAMAS                                              |
| AS VAL               | VSS                                                |
| G3A3                 | AK4                                                |
| L85A2                | L85A2                                              |
| KH2002               | Khaybar KH2002                                     |
| AN-94                | AN-94                                              |
| SCAR-L               | SCAR-L                                             |
| Sniper Rifles        | Prickskyttegevär                                   |
| MK11                 | SR-25                                              |
| SVD                  | DragunovSVD                                        |
| L96A1                | L96A1                                              |
| M40A5                | M40                                                |
| SV-98                | SV-98                                              |
| M98B                 | Barrett M98                                        |
| QBU-88               | QBU-88                                             |
| M39                  | M39 EMR                                            |
| JNG-90               | JNG-90                                             |
| SKS                  | SKS                                                |
| M82A3                | Barrett M82                                        |
| M417                 | M417                                               |
| Type 88 Sniper       | QBU-88                                             |
| Light Machine Guns   | Lätta kulsprutor                                   |
| M27 IAR              | M27 IAR                                            |
| LSAT                 | LSAT                                               |
| RPK-74M              | RPK                                                |
| M249                 | M249 SAW                                           |
| QBB-95               | QBB-95                                             |
| M240B                | M240                                               |
| M60                  | M60                                                |
| L86A1                | L86A1                                              |
| PKP Pecheneg         | PKP Pecheneg                                       |
| Type 88              | QJY-88                                             |
| MG36                 | MG36                                               |
| Rocket Launchers     | Raketgevär                                         |
| RPG-7V2              | RPG-7 (Ryssland)                                   |
| SMAW                 | SMAW (USA)                                         |
| Javelin              | FGM-148 Javelin                                    |
| FIM-92 Stinger       | FIM-92 Stinger                                     |
| SA-18 IGLA           | 9K38 Igla                                          |
| AT-4                 | AT4                                                |
| Gadgets              | Utrustningar                                       |
| Combat Knife         | Stridskniv                                         |
| Defibrillator        | Defibrillator                                      |
| Medkit               | Förbandslåda                                       |
| Ammo Box             | Ammunitionslåda                                    |
| Repair Tool          | Blåslampa                                          |
| EOD Bot              | Explosive Ordnance Disposal                        |
| T-UGS                | Tactical Unattended Ground Sensor                  |
| Radio Beacon         | Radiofyr                                           |
| SOFLAM               | Special Operations Forces Laser Acquisition Marker |
| M224 Mortar          | M224 Mortar                                        |
| MAV Micro UAV        | Micro air vehicle                                  |
| M67 hand grenade     | Handgranat                                         |
| C4 Explosive         | C-4                                                |
| M18 Claymore         | Claymore Mine                                      |
| M15 AT Mine          | Stridsvagnsmina                                    |
| M18 smoke grenade    | Rökgranat                                          |
| Stationary weapons   | Stationära vapen                                   |
| Centurion C-RAM      | Phalanx CIWS                                       |
| Pantsir-S1           | Pantsir-S1                                         |
| BGM-71 TOW           | BGM-71 TOW                                         |
| 9M133 Kornet         | 9M133 Kornet                                       |

| Namn                     |
| Stridsvagnar             |
| ------------------------ |
| M1 Abrams                |
| T-90                     |
| Pansarskyttefordon       |
| BM-21                    |
| LAV-25                   |
| BMP-2                    |
| M142 HIMARS              |
| 2K22 Tunguska            |
| M1128                    |
| LAV-AD                   |
| BTR-90                   |
| 2S25 Sprut               |
| Bradley Fighting Vehicle |
| BMD-3                    |
| Transportfordon          |
| HMMWV                    |
| Vodnik                   |
| Growler ITV              |
| DPV                      |
| VDV Buggy                |
| RHIB Boat                |
| AAV-7A1                  |
| Skid loader              |
| Helikoptrar              |
| AH-1 Super Cobra         |
| Mi-28                    |
| UH-1Y Super Huey         |
| KA-60                    |
| AH-6J Little Bird        |
| Z-11                     |
| AH64 Apache              |
| Mil MI24                 |
| Jetflygplan              |
| F/A 18 Super Hornet      |
| A10 Thunderbolt          |
| AC-130 Spooky            |
| Su-35BM Flanker-E        |
| Su-25TM Frogfoot         |
| F35                      |

I tävlingsläget kan spelaren möta ett flertal andra spelare i en multiplayermatch, där man bland annat deltar i olika amfibiska anfallsstrider. Spelet har ett förbättrat karaktärssystem, där spelarna kan skräddarsy sin multiplayerkaraktär. Det så kallade Befälhavarläget från Battlefield 2 har inte införts till Battlefield 3. Spelet har ett klassystem, liknande det från Bad Company 2, och ett nytt hardcoreläge. I PC-versionen finns ett replayläge vid namn "BattleRecorder", där spelarna kan kolla på sina gamla och senaste spelade matcher och titta på hur det har gått för spelaren, liksom för andra spelare, under den matchen. Det finns också ett kommunikationssystem vid namn "Commo Rose", där spelaren kan ge små förinstälda meddelanden till andra spelare om man inte har ett headset. 
Spelarna är uppdelade mellan två lag: den amerikanska marinkåren och den ryska armén. Det finns en uppsättning av fyra soldatklasser, som var och en har sin egen utrustning och vapen:
- Assault - En skyttesoldat som bär på en automatkarbin. De är också sjukvårdare, då de bär på en defibrillator och förbandslådor för att kunna hela sårade kamrater. De kan också bära på en granattillsats, men då måste man avväpna sin förbandslåda.[30]
- Support - En understödsoldat som bär på en lätt kulspruta eller en automatkarbin och som ger understöd åt sina medspelare. De bär på ammunitionslådor och sprängämnen såsom minor och C-4:or. De kan även bära på en granatkastare som kan skjuta projektiler från långa avstånd.[31]
- Engineer - En ingenjör som kan använda en blåslampa för att kunna reparera fordon. De bär på en automatkarbin eller en karbin som primärvapen. De kan bära på minor eller ett pansar- eller luftvärnsvapen för att kunna bekämpa mark- eller luftfordon. De har förmågan att desarmera sprängämnen, och kan styra en EOD-robot, som kan reparera fordon och desarmera minor, [32]
- Recon - En prickskytt beväpnad med ett prickskyttegevär som kan bekämpa fiender från långa avstånd. De bär på olika spaningsapparater: såsom rörelsedetektorer, laserbelysare och en mobil UAV som kan leta efter fiender. De bär också på radioapparater som fungerar som spawnplatser till sin grupp.[33][34]

Varje soldatklass i multiplayer kan uppgraderas separat när man använder dem i strid och i målbaserade uppdrag. När man uppgraderar en av dem låsar man upp nya vapen och utrustningar. Man låser också upp olika kamouflagedräkter som gör att spelaren smälter in med terrängen som man strider i. Samtliga soldatklasser är beväpnade med en pistol som sidovapen och en kniv för närstrid. Alla kan dessutom bära på hagelgevär och kulsprutepistoler. Varje klass kan dessutom låsa upp en specialförmåga som de kan använda, som till exempel extra ammunition, bättre skyddsutrustning eller ökad springhastighet. Denna specialförmåga kan också gälla för en hel grupp. 
Spelaren kan också utrusta sitt vapen med vapentillbehör: såsom kikarsikten, lasersikten, rödpunktsikte, holografisk sikte, ljuddämpare, fronthandtag, bipod och en ficklampa som kan användas för att förblinda sina motståndare eller lysa upp mörka områden. Dessa vapentillbehör kan gradvis låsas upp när man har dödat ett visst antal fiender med ett visst vapen.
Man kan dessutom skräddarsy de fordon som man åker med i multiplayer. Man kan anpassa sitt fordon med specialvapen och förmågor såsom värmesökande jaktrobotar, bättre sikte, facklor, rörelsedektektorer och en extra kulspruta, som var och en kan låsas upp på samma sätt som man låser upp vapentillbehör. Fordonen kan dessutom reparera sig själva automatiskt om den lider minimal skada (dvs. över 50 % hälsa men mindre än 100). Men om fordonet blir allvarligt skadat (dvs. mindre än 50 %) kommer fordonet att brinna och så småningom sprängas om inte den repareras av en Engineer. Medan fordonet brinner kommer den att vara obrukbar. 
Dog Tag-systemet från Bad Company 2 har förbättrats. Varje spelare har en unik identitetsbricka (Dog Tag) som hänger runt halsen. Spelaren kan skräddarsy sin Dog Tag genom att gravera sina attributer i multiplayer. Spelaren kan även sno andra spelares Dog Tag. När man använder sin kniv för att ta ner en motståndarspelare från sidan eller bakifrån tar man dennes Dog Tag och ger denne ett dödshugg.
Som alla de andra Battlefield-spelen har Battlefield 3 ett rankningsystem, där spelaren kan låsa upp olika militära grader med hjälp av de poäng som man får i multiplayer. Det finns totalt 45 militära grader att låsa upp, och efter att spelaren låser upp rank 45 (Colonel) införs så kallade "Colonel Service Stars", som var och en krävs 230.000 poäng för att kunna låsas upp. Det finns totalt 100 Colonel Service Stars att låsa upp.
Spelets poängsystem har ändrats lite från tidigare spel i serien, då man får fler poäng när man dödar eller skadar en motståndarspelare. För varje dödad spelare får man 100 poäng. Man får också ett visst antal så kallat Assist-poäng när man skadar en fiende, som sedan en medspelare från sitt lag dödar. Man får flera olika extrapoäng i samband med att man dödar fiender, som när man skjuter dem på huvudet eller lyckas eliminera en hel fiendegrupp. Man får olika "Objective Points" (Målpoäng) när man verkställer de olika målen i multiplayer, såsom att armera/desarmera en sprängladdning i Rush eller erövra en kontrollpunkt i Conquest. Man får dessutom poäng när man bistår sina medspelare: då man ger dem ammunition, helar dem, reparerar deras fordon eller återupplivar en dödad medspelare. Man får extrapoäng om man bistår sin grupp. Vid slutet av en multiplayermatch belönas spelaren med medaljer och band när man har utfört en viss åtgärd ett antal gånger.
Det finns fem olika multiplayerlägen att tävla i, varav två som kan spelas av 64 spelare samtidigt i PC-versionen:
- Rush: där två lag om max 64 spelare på PC eller 24 på konsol kämpar för att attackera/försvara ett par M-COM-stationer. Det ena laget ska försöka förstöra två M-COM-stationer genom att en spelare ska placera en sprängladdning på stationerna, medan det andra laget ska försvara stationerna och döda så många fiender som möjligt. Spelarna från de båda lagen kan styra fordon till sitt förfogande i stora landskap.
- Squad Rush: samma som rush fast med två lag om fyra man, det finns inga fordon och spelarna attackerar/försvarar endast en M-COM-station, vilket innebär att varje M-COM-station som sprängts eller försvarats är avgörande för ett lags seger eller nederlag.
- Conquest: där två lag om 64 respektive 24 spelare måste erövra kontrollpunkter utspridda i banan. Om ett lag erövrar de flesta av kontrollpunkterna blir fiendelaget försvagat och blir så småningom besegrat. Varje lag har ett begränsat antal styrkor till sitt förfogande och det blir sällan att ett lag kan erövra och försvara varje kontrollpunkt på banan.
- Squad Deathmatch: där 16 spelare delas upp i 4 grupper som strider mot varandra. Den grupp som dödat flest fiendesoldater vinner.
- Team Deathmatch: samma som Squad Deathmatch, fast med två lag om tolv man och utan fordon.

Under varje match inom de olika multiplayerlägen delas spelarna upp i fyra grupper (Squads) i varje lag, varav fyra spelare som utses som gruppledare. I Battlefield 3 är grupparbete en viktig faktor för ett lag att kunna vinna. Med hjälp från sin grupp kan spelare öka sina vinstchanser genom att kunna kommunicera och samordna med sin grupp för att antingen attackera eller försvara. Man kan spawna (återupplivas) till en av sina gruppmedlemmar om man har dödats av en motståndarspelare.  
För att kunna spela på onlineläget inom konsolversionerna av spelet måste man skaffa och aktivera ett onlinepass.

##### Multiplayerbanor
Spelet har 9 olika multiplayerbanor , som var och en kan spelas inom samtliga multiplayerlägen. Det finns bland annat trånga stadsbanor och stora öppna landskapsbanor, ideala för fordonsstrider. Banorna i konsolversionerna har förminskats för att "hålla actionnivån tillräckligt hög" och att "banorna ska bli mer kompakta på konsol" .  
| Namn                | Plats                                                     | Fakta                                                                                       |
| ------------------- | --------------------------------------------------------- | ------------------------------------------------------------------------------------------- |
| Caspian Border      | Gränsen mellan Turkmenistan och Iran, nära Kaspiska havet | En stor landskapsbana som omfattas av många kullar, ängar och små skogsområden.             |
| Damavand Peak       | Demavend, Iran                                            | En bana som innefattar en iransk militärbas på ett berg, och en gruvplats.                  |
| Grand Bazaar        | Grand Bazaar, Teheran, Iran                               | En stadsbana som utspelar sig i centrala Teheran, med öppna ytor och trånga gränder.        |
| Kharg Island        | Kharg Island, Persiska viken                              | En befäst öbana vid Irans kust, som har bland annat bunkrar och små industriområden.        |
| Noshahr Canals      | Nowshahr, Iran                                            | En bana som utspelar sig i en iransk hamn vid Kaspiska havet, med industriområden.          |
| Seine Crossing      | Paris, Frankrike                                          | En stadsbana i centrala Paris, med många kvarter som skiljs åt av floden Seine.             |
| Tehran Highway      | Teheran, Iran                                             | En bana som utspelar sig i Teherans ytterområden under nattetid.                            |
| Operation Firestorm | Azadeganfältet, Iran                                      | En ökenbana som utspelar sig i ett stort oljeraffinaderi i västra Iran.                     |
| Operation Métro     | Paris, Frankrike                                          | En stadsbana i centrala Paris, som innefattar en park, en tunnelbana och ett bostadsområde. |

### Kampanj
Kampanjläget består av 12 uppdrag. Handlingen i spelet består mestadels i form av tillbakablickar från tidigare händelser i spelet, skildrade av en amerikansk sergeant vid namn Blackburn. Han sitter i en förhörssal i New York, där han förhörs av två CIA-agenter som ställer frågor till Blackburn om hans tjänst i Iran. Spelaren styr Blackburn under de flesta uppdragen, men man tar även rollen som en amerikansk stridsvagnsförare vid namn Jono Miller, en kvinnlig stridspilot vid namn Colby Hawkins och en rysk agent vid namn Dima Mayakovsky.

#### Handling
Spelet inleds med en in medias res då Sergeant Blackburn hoppar på ett tåg som är kapat av terrorister. Blackburn dödar terroristerna, men blir tillfångatagen av deras ledare, som riktar sin pistol mot Blackburn. 
Den 15 mars år 2014 reser Sergeant Henry "Black" Blackburn till staden Sulaymaniyya i Irakiska Kurdistan tillsammans med sin grupp av fem soldater. De är på jakt efter en försvunnen amerikansk patrull, som sägs vara vid en marknad som kontrolleras av en fientlig milis och terrororganisation vid namn PLR (förkortat för: People's Liberation and Resistance). Men deras uppdrag går över styr då Blackburn förlorar en man och i samband med en strid mellan den amerikanska marinkåren och stadens PLR-soldater inträffar plötsligt en katastrofal jordbävning som får Blackburn att bli separerad från sin grupp. Men så småningom hittar han sin grupp och flyr från staden med en helikopter.
Blackburn och hans grupp skickas sedan till Teheran, med uppdraget att fånga PLR-ledaren Farukh al-Bashir, som har tagit makten över Iran. De stormar staden och kommer till en bank, där de påträffar en låda med tre rysktillverkade bärbara atombomber, varav två som saknas, och flera kartor över Paris och New York. De blir senare omringade av fientliga styrkor, men en amerikansk stridsvagnskonvoj med sergeant Jono Miller i spetsen kommer till deras hjälp. Miller och hans stridsvagnar passerar Dasht-e Kavir-öknen och anländer till Teheran, där han bistår Blackburns grupp och hjälper dem att fly. Men hans stridsvagn blir övermannad av PLR-styrkor och han förs tillfångatagen till ett rum, där han avrättas framför en kamera av al-Bashir och Salomon, en amerikansk informatör i Iran.
Blackburn och hans grupp återupptar jakten på al-Bashir. De lyckas stoppa hans flykt och tillfångatar honom, men han är dödligt skadad och Blackburn måste få honom bort från staden omedelbart. De flyr från staden med en helikopter, i vilken al-Bashir berättar att han har blivit förrådd av Salamon, som han var i maskopi med, och att de skulle använda de två saknade atombomberna för att detonera dem i Paris och New York. Efter avslöjandet avlider al-Bashir av sina svåra skador. För att lokalisera Salamon beger sig Blackburn och hans grupp till Giladdalen i norra Iran för att tillfångata en bundsförvant till Salamon vid namn Amir Kaffarov. Men plötsligt kommer ryska fallskärmstrupper till området, som också är ute efter Kaffarov, men visar sig fientliga mot de amerikanska styrkorna. De amerikanska och ryska styrkorna decimeras och Blackburn, hans gruppmedlem Dave Montes och deras befäl, kapten Quinton Cole, är de enda överlevande.   
Bland ryssarna finns en underrättelsegrupp som består av tre ryska agenter, ledd av agent Dima Mayakovsky. Dessa män stormar Kaffarovs villa i Arazdalen i Azerbajdzjan, där Dima lyckas tillfångata Kaffarov och får underrättelser om var kärnvapnen befinner sig. Blackburn anländer till villan och Dima övertygar Blackburn om att låta honom fly eftersom de båda har ett gemensamt syfte, då de båda måste stoppa Salomon från att detonera atombomberna i Paris och New York, som annars skulle orsaka ett våldsamt krig mellan USA och Ryssland. Blackburn accepterar detta, men för att göra detta måste han döda kapten Cole. När han gör det blir Blackburn gripen och förhörs av CIA som en förrädare.
Under förhöret redogör Blackburn om alla hans händelser i Iran, och samtidigt får han veta att Dima och hans grupp hade rest till Paris, under hans förhör, för att förhindra att kärnvapenexplosionen i staden skulle ske. Men de misslyckas och Dima får ett allvarligt sår från bomben, som tar livet på över 80 000 människor. Blackburn försöker att övertyga CIA om att en till terrorattack skulle ske i New York, men CIA-agenterna tror inte på honom, eftersom Solomon är en CIA-informatör och att det inte fanns några konkreta bevis på hans inblandning i terrorattacken. De tror istället att Ryssland är ansvarig för attacken och att Dima hade utnyttjat Blackburn. 
Med inget annat val attackerar Blackburn och truppmedlemmen Montes de två CIA-agenterna och bryter sig loss. De flyr ut mot gatan och anländer precis i tid när ett tåg passerar förbi dem, som transporterade den sista atombomben. Blackburn hoppar på tåget och konfronterar Salamon. Han spränger tåget, och Salamon flyr med bomben med en bil mot Times Square. Blackburn och Montes följer efter honom och stoppar hans bil, men Montes blir skjuten av Salomon. Blackburn konfronterar Salamon på nytt och slår ner honom till döds. Han får tag på den sista atombomben och således avvärjt terrorattentatet i New York.
I den sista filmeskvensen av spelet får man syn på Dima, som har utsatts för strålningsförgiftning från explosionen i Paris. Dima skriver ett självmordsbrev och tros ha sedan skjutit sig själv. En knackning hörs från en dörr och skärmen blir svart innan skottet hördes, vilket lämnar en gåta om han verkligen sköt sig själv, och om vem som stod vid dörren.

#### Karaktärer
| Namn                | Biografi | Spelad av              |
| ------------------- | --- | ---------------------- |
| Henry Blackburn     | Henry "Black" Blackburn är huvudpersonen i spelet. Han är en sergeant inom den amerikanska marinkåren som år 2014 har skickats till Iran i kriget mot PLR, som har tagit makten över landet. Han är medlem av Team Misfit 1-3, som har skickats till Iran och Irak för att tillfångata PLR:s nyckelpersoner. | Gideon Emery           |
| Dimitri Mayakovsky  | Dimitri "Dima" Mayakovsky är en rysk agent som är också en av huvudpersonerna i spelet. Han är medlem inom den ryska underrättelsetjänsten GRU som har fått i uppdrag att stoppa PLR:s terrorattack i Paris. Han var tidigare en medlem av Spetsnaz och Vympel.                                              | André Sogliuzzo        |
| Jonathan Miller     | Sergeant Jonathan "Jono" Miller är en amerikansk stridsvagnsförare och en spelbar person. Han deltar i USA:s militäroperationer i Dasht-e Kavir, som sedan skickas till staden Teheran för att bistå Blackburn och hans grupp.                                                                               | ?                      |
| Jennifer Hawkins    | Löjtnant Jennifer Colby Hawkins är en kvinnlig stridspilot och en spelbar person. Hon deltar i ett luftangrepp mot staden Teherans flygplats. | ?                      |
| Agent Gordon        | Gordon är en CIA-agent som förhör Blackburn under filmsekvenserna i spelet. Han är en "Good cop" som visar sympati för Blackburn när denne berättar om hans händelser i Iran. | Glenn Morshower        |
| Agent Whistler      | Whistler är en CIA-agent som tillsammans med agent Gordon förhör Blackburn i New York. Han betraktas som en "Bad cop". | Thor Edgell            |
| Solomon             | Solomon är den främste antagonisten i spelet. Han är en ledare inom PLR och som har planerat att utföra en terrorattack mot Paris och New York med hjälp av två ryska atombomber. | Mark Ivanir            |
| Faruk Al-Bashir     | Faruk Al-Bashir är ledaren för PLR, och som har tagit makten över Iran. Han är en nyckelperson som USA:s militär tänkt att fånga. | Ray Haratian           |
| Amir Kaffarov       | Amir Kaffarov är en rysk vapenhandlare som samarbetar med PLR. Han har stulit och sålt tre atombomber från den ryska regeringen för att skapa ett krig mellan USA och Ryssland. | Endre Hules            |
| David Montes        | David "Dave" Montes är en amerikansk sergeant som är gruppmedlem inom Team Misfit 1-3. Tillsammans med Blackburn reser han till Iran för att strida mot PLR. | Ronan Summers          |
| Steve Campo         | Steve Campo är en sergeant och gruppmedlem inom Misfit 1-3. Han strider med Blackburn i Iran. | Eric Loren             |
| Christian Matkovic  | Christian Matkovic är en soldat och gruppmedlem inom Misfit 1-3. | William Meredith       |
| Jack Chaffin        | Jack Chaffin är en soldat och gruppmedlem inom Misfit 1-3. | Anthony Richard Denman |
| Vladimir Kamarivsky | Vladimir Kamarivsky är en rysk agent som leder en operation i Paris och Azerbajdzjan, tillsammans med Dima och Kiril. | Ilia Volok             |
| Kiril               | Kiril är en rysk agent som tillsammans med Dima och Vladimir försöker tillfånga Kaffarov i Azerbajdzjan, och stoppa terrorattacken i Paris. | Andrew Byron           |
| Quinton Cole        | Quinton Cole är en amerikansk kapten som är Blackburns befälhavare. | David Harewood         |
| Joseph Brady        | Joseph Brady är en amerikansk kapten och en befälhavare för de amerikanska soldaterna i Teheran. | David Menkin           |

## Utveckling
Battlefield 3 utvecklades under en treårsperiod, och utvecklarna hos Dice har främst inriktat sig på PC-versionen. Spelet kan köras i valfri framerate på PC-versionen (förutsatt att hårdvaran klarar av det), och i valfri upplösning. Till skillnad från PC-versionen körs istället konsolversionerna i 30 FPS, med en upplösning på 720p.
DICE har infört spelmotorn Frostbite 2.0 till spelet, som till stor del är en helt ny motor som inte är baserad på Frostbite 1.0 eller Frostbite 1.5. En särskild grupp inom DICE arbetade med utvecklingen av motorn. Motorn byggdes för att ge en mer realistisk grafik, bättre ljud och ökad miljöförstörelse jämfört med dess föregångare i Bad Company 2. Motorn drar full nytta av DirectX 11 API och av 64-bitars processorer, men har inte har stöd för DirectX 9 (vilket innebär att spelet inte kan spelas på Windows XP). Motorn inför också det så kallade Destruction 3.0. Jämfört med Destruction 2.0 från Bad Company 2 ger Destruction 3.0 mer realistisk förstörelse. Ljuseffekterna i spelet använder sig av "Realtime radiosity" (en dynamisk ljuskälla med HDR) som drivs av MW-motorn Enlighten som tidigare använts i PS3-spelet God of War 3. 
DICE har också fokuserat på ljudet i spelet. Utvecklarna har spelat in verklighetstrogna ljudeffekter från både fordon och vapen från en militärövning, med sitt mål att skapa "renare och klarare ljud". Spelet använder sig av en ny animationsteknik vid namn ANT, som skapar ultrarealistiska karaktärsanimationer. ANT har använts inom flera olika spel inom EA Sports, såsom i FIFA-serien. Men Battlefield 3 är anpassad för att kunna skapa mera realistiska karaktärer, med förmågan att kunna ta sig över hinder. Med hjälp av ANT kan spelaren utföra nya närstridsattacker i multiplayer och quick time events i singleplayerkampanjen, som aldrig tidigare har använts i de andra spelen i serien.
Utvecklarna har särskilt uppmärksammat sig kring vapnen i spelet och dess uppförande i strid. Man har försökt att reproducera beteendet hos olika typer av vapen så att de blir så verkligt baserade som möjligt. Man har jobbat med detaljer såsom omladdning, rörlighet samt kulbanan av ett vapen, och även hur kalibern och piplängden hos ett gevär avgör dess mynningshastighet och kraft. Filmsekvenserna i spelet filmades in i en studio i Uppsala mellan 14 och 27 maj 2011. Provspelningarna hölls i London mellan 11 och 13 april. Dessa regisserades av Tom Keegan och producerades av Lo Wallmo.
DICE har dessutom tagit hjälp från krigsveteranen Andy McNab, som hjälpte till med bland annat motion-capture, leveldesignen och dialogen till spelet. Han har även skrivit en bok om spelet, vid namn Battlefield 3: The Russian, som är en roman som är baserad på handlingen i spelet. Boken gavs ut den 25 oktober 2011.

### Systemkrav
Följande systemkrav krävs för att spela Battlefield 3 på Microsoft Windows.
Minimum:
- Operativsystem: Windows Vista (Service Pack 1) på 32-bitar
- Processor: Intel Core 2 Duo 2.4 GHz eller AMD Athlon X2 2.7 GHz
- RAM: 2 GB
- Hårddiskutrymme: 20 GB på skiva eller 25 GB för onlineversionshanteringssystem samt 100 MB för konsolinstallation
- Grafikkort: NVIDIA GeForce 8800 GT eller ATi Radeon HD 3870
- Ljudkort: DirectX med kompatibelt ljudkort

Rekommenderad:
- Operativsystem: Windows 7 på 64-bitar
- Processor: Intel eller AMD quad-core
- RAM: 4 GB
- Hårddiskutrymme: 20 GB på skiva eller 25 GB för onlineversionshanteringssystem samt 100 MB för konsolinstallation
- Grafikkort: NVIDIA GeForce GTX 560 eller AMD Radeon HD 6950
- Ljudkort: DirectX med kompatibelt ljudkort

## Marknadsföring
Battlefield 3 har, liksom i Bad Company-serien, blivit i hög grad marknadsförd sedan dess officiella utannonsering. Denna marknadsföring utfördes av Electronic Arts, vars marknadsföringsbudget blev sammanlagt 200 miljoner dollar. Den allra första speltrailern av spelet visades den 4 februari 2011, då DICE la ut en "Teaser Trailer". DICE har sedan lagt ut ett flertal andra trailers på Youtube vid namn "Fault Line", vilka utspelar sig inom spelnivån "Operation Swordbreaker". Efter att Fault Line-trailerserien gavs ut visades en ny trailer vid namn My Life, vars låt med samma namn gjordes av jj. DICE har även givit ut flera andra trailers som visar olika aspekter av spelet, både i singel- och multiplayer samt om deras utveckling av Frostbite 2-motorn. Under E3 2011 avslöjades en trailer som utspelade sig inom spelnivån "Thunder Run", ihop med två gameplay trailers om multiplayer-kartan Operation Métro. Dessa tre trailers blev en stor kommersiell framgång, och den 16 augusti 2011 visades en ny trailer om spelets samarbetsläge och om multiplayer-kartan "Caspian Border" på Gamescom 2011. Vid slutet av september visades en ny trailer av spelet med raplåten "99 Problems" av Jay-Z. Under veckan före releasedatumet släpptes tre sista trailers av spelet: en multiplayertrailer, en storytrailer och en spelfilmstrailer, som var och en fick ett bra mottagande från många spelforum. I spelfilmen om spelet introducerades en ny tagline - "Is it real? Or is it Battlefield 3?" . För att fira releaset av Battlefield 3 gjorde EA en marknadsföringskampanj av spelet i London, då man satte dit flera stridsvagnar, med spelets logotyp, och gav skjuts åt vissa Londonbor.   
Men trots att spelets trailers fick positivt bemötande har marknadsföringen från vissa ledande chefer från EA och personal från DICE inte undgått viss kritik. Ett antal högre tjänstemän inom EA började attackera deras storrival Activision, i synnerhet mot Call of Duty-serien. De har under flera tillfällen sagt att Battlefield 3 skulle besegra Call of Duty-serien, eller andra ord om detta. Men flera anställda från Activision bestred mot dessa uttalanden och säger att EA:s inställning var dåligt för hela branschen.

## Specialutgåvor
Spelet har släppts i en begränsad utgåva, så kallad Limited Edition. Limited edition kostar mer än standardutgåvan, men har som sagt funnits i ett begränsat antal. Limited edition har förutom originalspelet inkluderat ett expansionspaket,  Back To Karkand. Det går även att boka en samlarutgåva, Collector's Edition, på en del webbsidor. 

## Expansionspaket
Med tiden har olika så kallade "expansionspaket" släppts till Battlefield 3, som ger nya banor, vapen, fordon och spellägen till spelets multiplayerdel.
Den 4 juni 2012 släpptes Battlefield Premium som ger köparna exklusiva funktioner och utrustningar, inklusive tidig tillgång till samtliga expansionspaket.

### Back To Karkand
Battlefield 3: Back to Karkand är ett "expansionspaket" till Battlefield 3. Expansionspaketet kan endast köpas till spelet för en viss summa i Playstation Network, Xbox Games Store respektive Origin. Det gavs ut den 6 december 2011 för Playstation 3 och den 13 december för Xbox 360 och PC. Expansionspaketet ingick även i  Limited Edition av spelet. 
Back To Karkand innehåller 4 banor från föregångaren Battlefield 2 med uppdaterad grafik och fysik för Battlefield 3, 10 vapen och 4 fordon från Battlefield 2, 5 nya belöningar och ett nytt spelläge: Conquest Assault. De fyra kartorna är: Expansionspaketet introducerar också ett nytt uppdragsläge kallat Assignments, som är målbaserade uppdrag (eng: Assignments) där spelaren kan skaffa belöningar såsom vapen eller dog tags. Dessa uppdrag behöver inte nödvändigtvis kräva spelaren att spela som den implicita soldatklassen (som ett visst uppdrag kvräver) för att kunna slutföra ett uppdrag.
| Namn              | Plats                       | Fakta                                                                                      |
| ----------------- | --------------------------- | ------------------------------------------------------------------------------------------ |
| Gulf of Oman      | Omanbukten, Oman            | En bana som utspelar sig i en liten by i Oman, med byggnadsplatser och ett litet hotell.   |
| Sharqi Peninsula  | Sharqi, Qatar, Mellanöstern | En kustbana med en liten kuststad och en TV-station.                                       |
| Strike at Karkand | Karkand, Mellanöstern       | En bana med en hamn, några bostadsområden och industriområden.                             |
| Wake Island       | Wakeöarna, Stilla havet     | En trång öbana i mitten av Stilla havet, som har små militärbaser, en by och ett flygfält. |

### Close Quarters
Expansionspaketet Battlefield 3: Close Quarters annonserades ut samtidigt som expansionspaketen Armored Kill och End Game, på Game Developers Conference den 7 mars 2012. Det är det andra släppta expansionspaketet som består av fyra nya kartor släpptes den 4 juni 2012 för Playstation 3 och är planerat att släppas till Xbox 360 och PC en vecka senare. Expansionspaketet fokuserar på infanteristrider i en mycket trång, förstörbar, inomhusmiljö. Expansionpaketet kommer tillåta spel med 2-16 spelare på samma server. Paketet innehåller sammanlagt 10 nya vapen, 5 unika Dogtags, 10 nya Assignments, "HD Destruction" och introducerar två nya spellägen: 
- Conquest Domination, ett Conquest-spelläge som är anpassat för mindre banor[95].
- Gun Master, ett tävlingsläge där spelaren växlar mellan olika vapen när man dödar fiender[96].

| Namn           | Plats          | Fakta |
| -------------- | -------------- | --- |
| Ziba Tower     | Teheren, Iran  | En bana som utspelar sig inne i de högsta våningarna av ett kontorskomplex, i en hög skyskrapa i Teheran.                   |
| Donya Fortress | Donya Fortress | En bana som utspelar sig i en gammal fästning, med trånga korridorer och källare samt en öppen borggård.                    |
| Scrapmetal     | Teheran, Iran  | En bana som utspelar sig i en stor, övergiven fabrik.                                                                       |
| Operation 925  | Teheren, Iran  | En inomhusbana som utspelar sig i ett kontorskomplex fördelat i tre våningar, inklusive en parkeringsplats under byggnaden. |

### Armored Kill
Expansionspaketet Battlefield 3: Armored Kill annonserades ut samtidigt som expansionspaketen Close Quarters och End Game, på Game Developers Conference den 7 mars 2012. Det är det tredje expansionspaketet till spelet och som släpptes mellan 4 och 25 september 2012. Paketet innehåller 4 fordonsbaserade banor, med bland annat den största kartan i Battlefield-seriens historia. Det innehåller också 5 nya fordon, 20 nya fordonsuppgraderingar, 5 nya Assignments och ett nytt spelläge: Tank Superiority där spelarna kör olika sorters pansarfordon för att erövra en flagga och försöka skydda den från fiendelaget.
| Namn            | Plats                                | Fakta |
| --------------- | ------------------------------------ | --- |
| Bandar Desert   | Bandar-e-Abbas, Iran                 | En ökenbana baserad utanför hamnstaden Bandar Abbas. Det är den största kartan i Battlefield-seriens historia, som täcker en yta på hela 5 km², vilket är 2,5 gånger större än Caspian Border. |
| Alborz Mountain | Elburz, Iran                         | En bana som ligger bredvid ett stort berg i norra Iran med en del av Kaspiska havet som är frusen och stora höjdskillnader i form av branta berg och kullar.                                   |
| Death Valley    | Gränsen mellan Turkmenistan och Iran | En nattbana som utspelar sig på en högplatå med nedbrända träd och ett järnvägsspår. |
| Armored Shield  | Sanoy, Tjetjenien, Ryssland          | En bana som utspelar sig i södra Ryssland, med bondgårdar, kullar, stora slätter och några små boställen.                                                                                      |

### Aftermath
Expansionspaketet Battlefield 3: Aftermath annonserades den 30 maj 2012 samtidigt som Battlefield Premium. Expansionspaketet släpptes under December 2012 och fokuserade på händelserna under efterdyningarna av en stor jordbävning som skett i Teheran. Paketet innehåller 4 stadsbanar med fokus på vertikala och symmetriska eldstrider. Paketet innehåller också 3 nya fordon, nya Assignments, nya dogtags, nya karaktärsmodeller,, det nya spelläget "Svavenger" baserat på spelläget Conquest fast med samma mål som i Team Deathmatch, och det nya vapnet "XBOW": en armborst med kikarsikte och fyra olika pilvarianter. 
| Namn            | Plats         | Fakta                                                                                           |
| --------------- | ------------- | ----------------------------------------------------------------------------------------------- |
| Azadi Palace    | Teheran, Iran | En stadsbana baserat i och kring en regeringsbyggnad i centrala Teheran.                        |
| Epicenter       | Teheran, Iran | En ödelagd stadsbana som har underjordiska vägar och propankapslar utspridda i banan.           |
| Markaz Monolith | Teheran, Iran | En ödelagd stadsbana med ojämna terränger och byggnader med ett köpcenter i mitten av banan.    |
| Talah Market    | Yazd, Iran    | En stadsbana som har en marknad, ett torg, en borggård och flera oljekapslar utspridda i banan. |

### End Game
Expansionspaketet Battlefield 3: End Game annonserades ut samtidigt som expansionspaketen Close Quarters och Armored Kill, på Game Developers Conference den 7 mars 2012. Expansionspaketet gavs ut under mars 2013. Paketet innehåller fyra nya banor med fyra olika årstider, tre nya fordon (inkl motorcyklar), nya transportflygplan som ger stöd till marktrupper, och två nya spellägen: Capture the Flag (där spelarna ska ta motståndarlagets flagga medan man försvarar sin egen) och Air Superiority (där spelarna ska ta över tre kontrollpunkter och samtidigt skjuta ner motståndarlagets flygfarkoster). 
| Namn                | Plats           | Fakta                                                                                                   |
| ------------------- | --------------- | --- |
| Operation Riverside | Norra Iran      | En skogsbana baserad runt en liten flod och ett elkraftverk.                                            |
| Nebandan Flats      | Nehbandan, Iran | En ökenbana där det finns ett varuhus med vapendepåer. Banan är omgiven av vindkraftverk på alla sidor. |
| Kiasar Railroad     | Kiasar, Iran    | En skogsbana med ett skogshuggningsläger och några järnvägar.                                           |
| Sabalan Pipeline    | Sabalan, Iran   | En vinterbana baserad kring ett oljeraffinaderi, en flygplansolycka och ett stort berg.                 |

## Beta
DICE har tidigare annonserat att de spelare som har köpt antingen Limited Edition eller Tier 1 Edition av spelet Medal of Honor eller förhandsbokat Battlefield 3 från Origin får tillgång till alfaversionen av spelet 48 timmar innan alla andra. Denna tidiga tillgång var ursprungligen avsedd att vara en sluten beta för de spelare som har köpt de särskilda upplagorna av Medal of Honor, men av en okänd anledning ändrades detta till den tidiga tillgången. 
Den öppna betan annonserades på E3 2011 till samtliga spelkonsoler och som startade den 29 september och pågick fram till den 10 oktober. Kartorna som man kunde spela i var Operation Metro i spelläget Rush (samma som i alfaversionen), och Caspian Border i spelläget Conquest (endast på PC). DICE uppgav, under tillkännagivandet av betaversionen, att spelarna kunde låsa upp samtliga vapen från spelet i betaversionen, oavsett vilken nivå man befann sig i.

## Mottagande

### Försäljning
Enligt EA hade Battlefield 3 förhandbokats i totalt 3 miljoner exemplar dagen innan spelet släpptes. Under den första veckan i marknaden hade spelet sålts i över 5 miljoner exemplar, vilket gör spelet till det snabbast säljande spelet i EA:s historia. Det har också rapporterats att minst 100.000 exemplar hade under första veckan sålts i Sverige, och att 2 miljoner exemplar hade sålts i USA under slutet av oktober. Efter den första månaden i marknaden meddelade EA att spelet hade sålts i 8 miljoner exemplar, och att de har levererat 12 miljoner exemplar av spelet till återförsäljare, vilket är 2 miljoner mer än vad som levererades en vecka före lanseringen. I början av februari 2012 meddelade EA att spelet hade sålts i över 10 miljoner exemplar, som sedan ökades till 15 miljoner under början av maj. 

### Kritiskt mottagande
| Mottagande                         | Mottagande                             |
| Samlingsbetyg                      | Samlingsbetyg                          |
| Tjänst                             | Betyg                                  |
| ---------------------------------- | -------------------------------------- |
| Gamerankings                       | (PC) 87% (PS3) 85% (X360) 84%          |
| Metacritic                         | (PC) 89/100 (PS3) 85/100 (X360) 84/100 |
| Recensionsbetyg                    |                                        |
| Publikation                        | Betyg                                  |
| 1UP.com                            | (PC) A- (PS3 & X360) B+                |
| Computer and Video Games           | 9.2/10                                 |
| Edge                               | 8/10                                   |
| Electronic Gaming Monthly          | 8.5/10                                 |
| Eurogamer                          | 8/10                                   |
| Game Informer                      | (PC) 9.5/10 (PS3, X360) 9.25/10        |
| Gamepro                            | [ 130 ]                                |
| Gamesmaster                        | 93/100                                 |
| Gamespot                           | 8.5/10                                 |
| Gamespy                            | (PC)                                   |
| Gametrailers                       | (PC) 9.2/10                            |
| IGN                                | 9/10                                   |
| Official PlayStation Magazine (UK) | 8/10                                   |
| Official Xbox Magazine             | 9/10                                   |
| Official Xbox Magazine (UK)        | 8/10                                   |
| PSM3                               | 9.1/10                                 |
| TeamXbox                           | 9.5/10                                 |
| Videogamer.com                     | (PS3, X360) 8/10                       |
| Gamereactor                        | 8/10                                   |

Battlefield 3 har fått i överlag ett mycket positivt mottagande från många recensenter. Spelet har fått ett samlingsbetyg på över 80% från både GameRankings och Metacritic på både PC- och konsolversionerna. Spelet har fått bland annat betyget 9.5/10 från Game Informer och Team Xbox, betyget 9/10 från IGN och OXM och betyget 8/10 från svenska Gamereactor, Eurogamer, brittiska OPM, VideoGamer.com och Edge. 
De positiva omdömena rörde främst spelets stora multiplayerdel, med dess stora utbud av fordon och dess roliga multiplayerlägen. IGN har sagt att spelet har "ett multiplayerläge i världsklass som garanterat kommer att upphetsa skjutspelsfans." GameSpot, som gav betyget 8.5/10 till spelet, har sagt att spelet har "ett djupt multiplayerläge, ett stort utbud av fordon, många väldesignade miljöer och ett stort belöningssystem för gruppspel". Spelet fick dessutom högt betyg för dess ljud- och grafikdesign, och fick ett visst positivt omdöme för dess samarbetsläge. Gamereactor har sagt att "grafiken är ofta fantastisk och i synnerhet ljuseffekterna imponerar. Lägg till det att ljudet är fullständigt fenomenalt. Krispigt, vasst och knallarna från vapnen mappas läckert efter akustiken i omgivningarna. Dessutom är spelkontrollen bra, och det är några riktigt feta strider man ställs inför under äventyret". GameSpot har gett ett positivt omdöme om samarbetsläget, men har sagt att "det finns inte fler uppdrag som kan hålla dig sysselsatt".  
Kritiken riktades främst mot spelets kampanjläge. IGN har sagt att "Battlefield 3:s kampanjläge har några minnesvärda ögonblick (i synnerhet den grafiska delen), men den är mestadels banal och frustrerande. Kampanjläget slår ner Battlefield 3:s multiplayer till en linjär kista där valfrihetet blir utslängd från ett icke-förstörbart fönster". GamePro, som gav betyget 3.5/5, har sagt att "Battlefield 3:s enspelarkampanj är helt enkelt tråkigt, med få spännande situationer som binds samman av en skittråkig korridorlöpning. Enspelarkampanjen känns flängd och sicksackad, och det är ett hinder för resten av upplevelsen". Men kampanjläget har inte bara fått negativa omdömen. Game Informer har sagt att kampanjläget "förbättrar den långvariga Battlefield-serien med sin bästa kampanj hittills". De säger att kampanjsläget har "hårda eldstrider, spännande ögonblick och en mer fokuserad berättelse än sin främsta konkurrent (Call of Duty) vilket gör detta till den bästa skjutspelskampanjen sedan Call of Duty 4: Modern Warfare".
GameSpy gav spelet högsta betyg. I deras recension säger dem att spelet har en "Fantastisk bild- och ljudupplevelse, en djup och skiktad multiplayerdel med ett stort urval av banor; ett enormt paket med singleplayer, co-op och multiplayer". Men det har också sagt att spelet har en "föga originell story, dåligt artificiell intelligens, problem med multiplayer-servrar och brist på lagarbetsfunktioner".
1UP.com gav betyget A- till spelet. I deras recension säger dem att "Battlefield 3 är ett anförtrott spel som inte är bunden till både dess föregångare och dess konkurrenter. Det tar det som gjorde serien bra från tidigare spel och binder sig med innovationerna från senare Battlefield-titlar. Singleplayer- och co-op kampanjerna har båda sina problem, men endast multiplayer-komponenten är värt inträdespriset".
GameTrailers gav betyget 9.2/10 till spelet. I deras recension säger dem att "Battlefield 3 påminner mycket om de tidigare spelen i serien. Det har ett fantastiskt multiplayerdel med praktiskt taget ett obegränsat omspelsvärde och en mestadels förglömmande kampanj. Co-op-uppdragen är ett trevligt tillskott, och för att vara rättvis är singleplayerläget den bästa i seriens historia, men som ändå inte lever upp till samtidens spel. Online-krigföringen är utmanande och givande, men det medför också en inlärningskurva och en stark förlitan till lagsamordning. Nog kan man inte säga om presentationen av PC-versionen, då den har sina egna belöningsnivåer. Battlefield 3 belönar verkligen dem som tar värvning".

### Stämningar
På Sonys presskonferens i E3 år 2011 meddelade EA att alla Playstation 3-spelare skulle få en gratis kopia av Battlefield 1943 om man köper Battlefield 3 till PS3. Denna marknadsföring orsakade att många personer köpte/förbeställde spelet, vilket kraftigt ökade spelets totala försäljning. Men under en tid innan spelet släpptes visade det sig via Battleblog och Twitter att Battlefield 1943 inte skulle komma med i Battlefield 3. Detta beslut fattades av DICE, då de påstod att många av de personer som hade förbeställt Battlefield 3 redan ägde en kopia av Battlefield 1943, och som har haft spelat under flera år. För att kompensera detta meddelade EA och Sony att alla PSN-användare skulle få tillgång till expansionspaketet Back to Karkand en vecka tidigare. Trots detta blev flera Playstation 3-ägare besvikna och skapade därmed en grupp och gjorde en stämningsansökan mot EA. Edelson McGuire, ledaren för gruppen, hävdade att EA hade "vilselett och utnyttjat tusentals av sina kunder genom att göra ett löfte som de inte kunde verkställa, och som de aldrig haft för avsikt att hålla." Gruppen uppgav sig att de inte var upprörda över erbjudandet, men att de kallade erbjudandet som en "usel affär". Detta var på grund av att det nya innehållet inte var exklusivt för Playstation 3. EA har sedan bett om ursäkt för detta och som ett svar på stämningen gav EA sedan koder för alla PS3-användare för att kunna ladda ner Battlefield 1943 , och hålla deras löfte om att släppa expansionspaketet Back to Karkand en vecka tidigare.
Det har rapporterats att Irans regering har förbjudit försäljningen av spelet i varje spelaffär i landet. Detta skedde på grund av att iranska spelare var bestördade av att se att många delar av spelet utspelade sig i deras land, främst i Teheran. De protesterade att spelet skulle släppas i landet och krävde en ursäkt från DICE.
En annan scen i spelet väckte djurrättsorganisationen PETAs ilska, då spelaren var tvungen att döda en råtta. I ett pressmeddelande från organisationens kontor i Tyskland hävdade de att spelet "behandlar djur på ett sadistiskt sätt". Rapporten gick också vidare med att säga att scenen kan ha "en förråande effekt på den unga manliga publik den riktar in sig på."

## Musik
Musiken i spelet komponerades av Johan Skugge och Jukka Rintamäki. Deras soundtrack finns att skaffas i Itunes och Spotify. 
Spelets soundtrack har ändrats lite från tidigare spel i serien, men som fortfarande har den klassiska Battlefield-signaturmelodin från nästan alla battlefield-spel, förutom i Bad Company 2. Hela soundtracket består mest av technomusik, och som kan höras under hela spelet.
| 1.           | Battlefield 3 Main Theme | 1:56  |
| 2.           | Thunder Run              | 2:51  |
| 3.           | The Red Wire             | 0:33  |
| 4.           | Solomon's Theme          | 2:51  |
| 5.           | Spark                    | 0:43  |
| 6.           | Frostbite                | 0:49  |
| 7.           | The Death Of Vladimir    | 2:17  |
| 8.           | Fire From The Sky        | 3:06  |
| 9.           | Kaffarov's Villa         | 1:05  |
| 10.          | Operation Metro          | 2:03  |
| 11.          | La Bourse                | 0:53  |
| 12.          | Tremors                  | 2:04  |
| 13.          | Choked                   | 2:15  |
| 14.          | Black Gold               | 1:23  |
| 15.          | The Great Destroyer      | 2:22  |
| 16.          | Hunter's Point           | 0:54  |
| 17.          | Brawl                    | 0:48  |
| 18.          | Interrogating Blackburn  | 6:39  |
| 19.          | Battlefield 3 Dark Theme | 0:32  |
| Total längd: | Total längd:             | 35:59 |